# Myriad (carattere)

Adobe Myriad è il carattere usato da Apple nel marketing.

Myriad è un carattere di tipo humanist sans-serif creato da Robert Slimbach (nato nel 1956) e Carol Twombly (nata nel 1959) tra il 1990 e il 1992 per Adobe. È un multiple master font, il che significa che lavora tramite un software per permettere all'utente di generarne variazioni in altezza e peso tramite l'accesso a un ampio insieme di tratti di larghezza differente sulla trama del carattere specifico.
I caratteri humanist sans serif hanno una struttura organica e una sotto-armatura simile a quella dei serif vecchio stile. Le lettere maiuscole tendono ad avere un asse orizzontale simile a quello delle lettere presenti sui monumenti dell'impero romano, le minuscole seguono il modello della scrittura carolingia. I caratteri humanist sans serif hanno un disegno sottile e un colore abbastanza uniforme, bilanciando le variazioni in larghezza con l'"apertura" del disegno. Gli humanist danno una sensazione più "calda" e "amichevole" rispetto a i realist sans-serifs quali Akzidenz Grotesk o Univers. Essendo un carattere molto leggibile Myriad funziona bene sia per il testo sia per l'esposizione tipografica.
Dal lancio dell'eMac nel 2002 Myriad ha sostituito l'Apple Garamond in qualità di carattere istituzionale di Apple fino al 2014, quando è stato rimpiazzato da San Francisco. Prima dell'ultima sostituzione alcuni prodotti come iPod (dal iPod photo in avanti) hanno però usato il Podium Sans, abbastanza simile al Myriad e differente dal Chicago come carattere della propria interfaccia utente. Un altro font humanist sans-serif, il Lucida Grande è stato usato come font di sistema dal sistema operativo Apple macOS. Myriad è anche usato nella corporate identity di Wells Fargo come carattere principale del titolo.
È disponibile in:
- Adobe Reader 8.0 - in Resource/Font

## Bibliografia

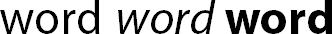
La parola "word" in minuscolo, corsivo, e grassetto